# Championnat de Syrie de football 1990-1991
Navigation
Saison 1989-1990 Saison 1991-1992
La saison 1990-1991 du Championnat de Syrie de football est la vingtième édition du championnat de première division en Syrie. Les douze meilleurs clubs du pays sont regroupés au sein d'une poule unique où ils s'affrontent deux fois au cours de la saison, à domicile et à l'extérieur. En fin de saison, deux clubs sont relégués et remplacés par les deux meilleurs clubs de deuxième division. La relégation est décidée en établissant un classement d'après les résultats des équipes senior, moins de 19 ans et moins de 17 ans des clubs engagés.
C'est le club d'Al Futuwa Deir ez-Zor, tenant du titre, qui remporte à nouveau le championnat cette saison, après avoir terminé en tête du classement final, avec sept points d'avance sur Jableh SC et huit sur Al Shorta Damas. C'est le deuxième titre de champion de Syrie de l'histoire du club, qui réussit encore le doublé en s'imposant en finale de la Coupe de Syrie face à Al Yaqza.

## Les clubs participants
| - Al Futuwa Deir ez-Zor - Al-Karamah SC - Al Ittihad Alep - Jableh SC - Al Wathba Homs - Al Shorta Damas | - Tishreen SC - Hutteen SC - Promu de D2 - Al Wahda Damas - Al Yaqza - Promu de D2 - Hurriya SC - Al Jihad Damas |

## Compétition

### Classement
Le barème utilisé pour établir le classement est le suivant :
- Victoire : 3 points
- Match nul : 1 point
- Défaite : 0 point

| Rang | Équipe                  | Pts | J  | G  | N  | P  | Bp | Bc | Diff |
| ---- | ----------------------- | --- | -- | -- | -- | -- | -- | -- | ---- |
| 1    | Al Futuwa Deir ez-ZorTC | 44  | 22 | 13 | 5  | 4  | 27 | 14 | +13  |
| 2    | Jableh SC               | 37  | 22 | 9  | 10 | 3  | 18 | 11 | +7   |
| 3    | Al Shorta Damas         | 36  | 22 | 9  | 9  | 4  | 19 | 13 | +6   |
| 4    | Al-Karamah SC -8        | 28  | 22 | 10 | 6  | 6  | 23 | 16 | +7   |
| 5    | Hurriya SC              | 28  | 22 | 7  | 7  | 8  | 16 | 20 | -4   |
| 6    | Al Wahda Damas          | 27  | 22 | 6  | 9  | 7  | 24 | 21 | +3   |
| 7    | Al YaqzaP               | 27  | 22 | 6  | 9  | 7  | 22 | 23 | -1   |
| 8    | Al Ittihad Alep         | 27  | 22 | 6  | 9  | 7  | 17 | 18 | -1   |
| 9    | Tishreen SC -6          | 26  | 22 | 8  | 8  | 6  | 21 | 15 | +6   |
| 10   | Al Wathba Homs          | 26  | 22 | 6  | 8  | 8  | 19 | 20 | -1   |
| 11   | Hutteen SCP             | 17  | 22 | 3  | 8  | 11 | 15 | 24 | -9   |
| 12   | Al Jihad Damas          | 6   | 22 | 2  | 6  | 14 | 15 | 41 | -26  |

|  | Champion de Syrie 1990-1991                                                           |
|  | Relégation directe en deuxième division                                               |
|  | T : Tenant du titre C : Vainqueur de la Coupe de Syrie P : Promu de deuxième division |

- Les clubs d'Al-Karamah SC, de Tishreen SC et d'Al Jihad Damas sont pénalisés respectivement de 8, 6 et 6 points à cause du mauvais comportement de leurs supporters.

## Bilan de la saison
| Championnat de Syrie de football 1990-1991                        |                                  |
| Champion                                                          | Al Futuwa Deir ez-Zor (2e titre) |
| Coupes et trophées                                                |                                  |
| Vainqueur de la Coupe de Syrie 1990-1991                          | Al Futuwa Deir ez-Zor            |
| Qualifications continentales                                      |                                  |
| Coupe d'Asie des clubs champions 1991-1992                        | Aucun                            |
| Coupe d'Asie des vainqueurs de coupe 1991-1992                    | Aucun                            |
| Promotions et relégations                                         |                                  |
| Promus en Syrian League                                           | Oumayya                          |
| Promus en Syrian League                                           | Al Sho'ola                       |
| Relégués en Championnat de Syrie de football de deuxième division | Al Yaqza                         |
| Relégués en Championnat de Syrie de football de deuxième division | Al Jihad Damas                   |